# Halime Sultan
Halime Sultan, född okänt år, död okänt år, var mor till sultan Mustafa I och hade titeln Valide Sultan under hans två regeringstider (1617–1618 och 1622–1623).

## Biografi
Halime Sultan ska ha varit från Abkhazien. Hon blev konkubin till den framtida Mehmet III vid den tid han fortfarande var tronföljare och guvernör i Manisa. Hon anlände till Konstantinopel och blev installerad i det kejserliga osmanska haremet när Mehmet III besteg tronen år 1595. Hon ogillades av sin svärmor Safiye Sultan, som i egenskap av sultanens mor var hovets första dam. Halime Sultan spelade ingen stor roll i haremet under sin makes regeringstid. Hennes son Mustafa I var psykiskt sjuk och förväntades därför aldrig tillträda tronen, vilket gjorde att hon aldrig betraktades som någon större maktfaktor i haremet.
År 1603 avled Mehmet III och efterträddes av sin son Ahmed I, som var Halime Sultans styvson och son till hennes makes andra hustru, Handan Sultan. Både Halime Sultan och hennes svärmor fördes då till Eski Saray, där döda sultaners överflödiga kvinnliga släktingar förvarades.

### Första regeringstiden
År 1617 avled Ahmed I utan en son och arvinge, och Halime Sultans son Mustafa I placerades på tronen. Hon kunde därför återvända till Topkapipalatset, medan Ahmed I:s kvinnor, bland dem Kösem Sultan, fördes till Eski. Mustafa I var vuxen men led av svåra mentala problem, och Halime Sultan lyckades ta makten över regeringen som de facto, fastän ej formell, regent. Hennes sons första regeringstid varade dock endast tre månader, och Halime lyckades inte säkra en maktbas genom att sluta allianser med viktiga ämbetsmän. Efter tre månader avsattes Mustafa I år 1618 och ersattes av sin brorson Osman II, son till Ahmed I. Halime och hennes son sändes då tillbaka till gamla palatset och ersattes av Osman II och hans mor Mahfiruz Hadice Sultan. Halime Sultan arbetade då för att med hjälp av intriger återinsätta sonen på tronen.

### Andra regeringstiden
År 1622 avsattes Osman II efter en militärrevolt med stöd av Halime Sultan, och Mustafa I och Halime Sultan återinstallerades som sultan och valide sultan, medan hennes svärson Kara Davud Pasha installerades som storvesir. Hon stödde sedan att Osman II avrättades i fängelset. Efter Osmans död utbröt ett uppror under ledning av Abaza Mehmed Pasha, som ville hämnas Osmans död. Hon övertalades 1623 att överlåta sin sons tron till hans brorson Ahmed I:s son Murad IV. Hon gick med på förslaget på villkor att hennes sons liv sparades, och drog sig sedan tillbaka med sin son till gamla palatset, varpå hon och hennes son ersattes av Murad IV och hans mor Kösem Sultan.